# Lisa Bobbie Schreiber Hughes
Lisa Bobbie Schreiber Hughes (1958) is een voormalig Amerikaans diplomaat.

## Biografie
Lisa Hughes was een carrièrediplomaat en begon haar loopbaan in 1985 op het ministerie van Buitenlandse Zaken. Tussendoor, in 1997, slaagde ze voor haar master in nationale veiligheidsstrategie aan het National War College van de National Defense University.
Haar eerste buitenlandse betrekking was in Quito, Ecuador, en later werkte ze in Havana, Cuba, en als consul-generaal in Calgary, Canada. Vanuit Washington D.C. kreeg ze taken voor met name Zuid-Amerikaanse landen en vanuit Rome, bij de Voedsel- en Landbouworganisatie van de Verenigde Naties en het Wereldvoedselprogramma.
Van 2000 tot 2002 was ze al gestationeerd geweest op de Amerikaanse ambassade in Paramaribo. Van 28 september 2006 tot 23 september 2009 was ze ambassadeur in Suriname. Over haar toenmalige relatie met de Surinaamse regering lekte via WikiLeaks uit: "We onderhouden vriendelijke, maar geen warme banden met Venetiaan". Zijn opvolger Bouterse kwalificeerde ze als een "intimiderende, provocerende, populistische, sluwe politicus". Ze was zich toen al bewust dat Bouterse Ronnie Brunswijk en Paul Somohardjo losweekte van het Nieuw Front.

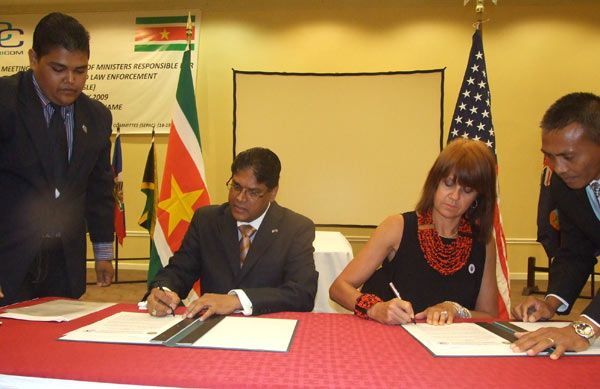
Chandrikapersad Santokhi, Surinaams minister van Justitie en Politie, en ambassadeur Schreiber Hughes, 2009